# Amtsgericht Papenburg

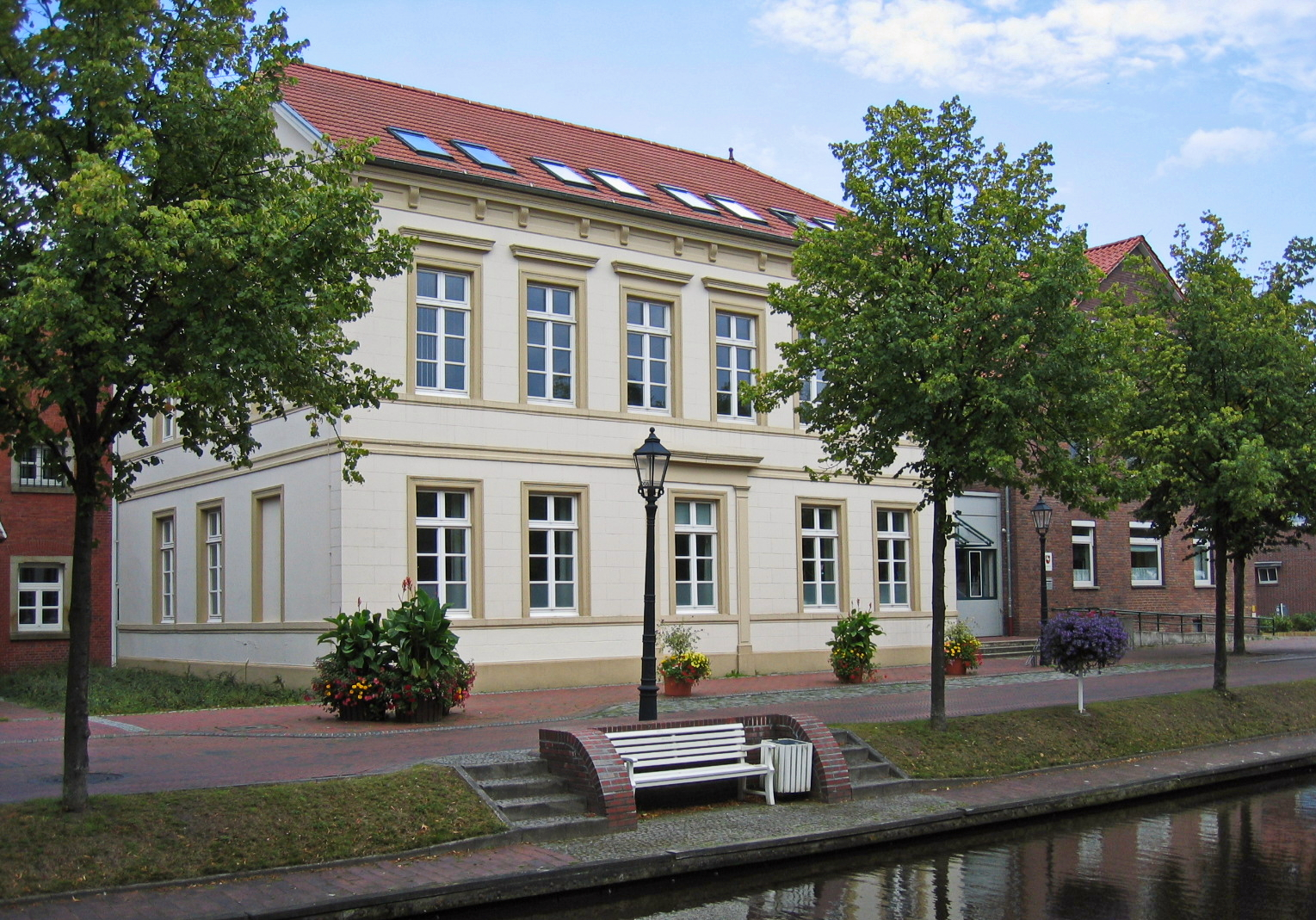
Gerichtsgebäude

Das Amtsgericht Papenburg  ist ein Gericht der ordentlichen Gerichtsbarkeit und eines von sieben Amtsgerichten im Bezirk des Landgerichts Osnabrück.
Sitz des Gerichts ist Papenburg im Landkreis Emsland in Niedersachsen. Das Amtsgericht wurde bereits am 1. Oktober 1852 gegründet.
Dem Amtsgericht Papenburg ist das Landgericht Osnabrück übergeordnet. Zuständiges Oberlandesgericht ist das Oberlandesgericht Oldenburg.

## Geschichte
Im Jahre 1826 wurde das Herzogtum Arenberg-Meppen als Standesherrschaft im Königreich Hannover wieder eingerichtet. In Papenburg bestand das Standesherrlich Herzoglich-Arenberg’sche Amt Papenburg als Verwaltungsbezirk und Gericht erster Instanz. Diesem war die Standesherrliche Herzoglich-Arenbergische Justiz-Kanzley zu Haselünne als Gericht zweiter Instanz übergeordnet.
Nach der Revolution von 1848 wurde im Königreich Hannover die Rechtsprechung von der Verwaltung getrennt und die Patrimonialgerichtsbarkeit abgeschafft.
Das Amtsgericht wurde daraufhin mit der Verordnung vom 7. August 1852 die Bildung der Amtsgerichte und unteren Verwaltungsbehörden betreffend als königlich hannoversches Amtsgericht gegründet.
Es umfasste das Amt Papenburg.
Das Amtsgericht war dem Obergericht Meppen (ab 1875 dem Obergericht Osnabrück) untergeordnet. Mit der Annexion Hannovers durch Preußen wurde es zu einem preußischen Amtsgericht in der Provinz Hannover. Zum 1. Oktober 1875 wurde das Amtsgericht Aschendorf aufgehoben und dessen Gerichtsbezirk dem Amtsgericht Papenburg zugeordnet.
Mit dem Inkrafttreten des deutschen Gerichtsverfassungsgesetzes am 1. Oktober 1879 wurden reichsweit einheitlich Amts-, Land- und Oberlandesgerichte geschaffen. Das Amtsgericht Papenburg blieb bestehen und war nun dem Landgericht Osnabrück nachgeordnet.
Sein Gerichtsbezirk umfasste nun aus dem Landkreis Meppen den Stadtbezirk Papenburg und das Amt Aschendorf. Am Gericht bestanden 1880 zwei Richterstellen. Das Amtsgericht war damit ein mittelgroßes Amtsgericht im Landgerichtsbezirk. Gerichtstage wurden in Lathen gehalten.